# Lewan Aroschidse
Lewan Aroschidse (georgisch ლევან აროშიძე, beim Weltschachbund FIDE Levan Aroshidze; * 9. Juli 1985 in Tiflis) ist ein georgischer Schachspieler, der seit Juli 2015 für den spanischen Schachverband gemeldet ist.

## Leben
1995 erhielt er bei der Jugendweltmeisterschaft in der Altersklasse U10 in São Lourenço eine Silbermedaille. Weltmeister wurde Boris Gratschow. Bei der 8. Universitäts-Weltmeisterschaft 2004 in Istanbul, die von Pawel Smirnow gewonnen wurde, belegte Aroschidse den vierten Platz. Lewan Aroschidse wohnt in Banyoles, Provinz Girona und hat viele Schachturniere in Spanien gewonnen.
Mit NTN Tiflis nahm er am European Club Cup 2004 in Izmir teil. Vereinsschach spielte er auch in der Türkei (gemeinsam mit Tamas Gelaschwili und Nino Churzidse für den Denizli Erbakir SK), Spanien (für Banyoles und Escola d'Escacs de Barcelona), Katalonien (für Balaguer), Portugal (für den Clube Tap Portugal) und Belgien (für den Schaakclub Wachtebeke).
Im Februar 2005 wurde er mit dem Titel Internationaler Meister ausgezeichnet. Die Normen hierfür erzielte er beim BSCA-Open in Batumi im Juli 2001, bei der Studentenweltmeisterschaft im September 2004 (gleichzeitig eine Norm zum Erhalt des Titels Großmeister) sowie beim European Club Cup im Oktober 2004. Seit 2006 ist Lewan Aroschidse Großmeister. Die zwei fehlenden Normen erzielte er beim 14. internationalen Open in Kavala im August 2005 und in der türkischen 1. Liga in der Saison 2005/06. Der Titel wurde im Juni 2006 beantragt, er musste jedoch bis Oktober 2006 warten, da er die erforderliche Elo-Zahl von 2500 noch nicht erreicht hatte.